# Numero armonico

Un grafico della crescita delln-esimo numero armonico con (linea rossa) insieme al suo limite asintotico (linea blu).

In matematica, per ogni intero naturale n si definisce come n-esimo numero armonico la somma:
{\displaystyle H_{n}=1+{\frac {1}{2}}+{\frac {1}{3}}+\cdots +{\frac {1}{n}}=\sum _{k=1}^{n}{\frac {1}{k}}}
Si tratta evidentemente di numeri razionali e si dimostra che le corrispondenti frazioni ridotte ai minimi termini hanno numeratore dispari e denominatore pari.
In concreto i primi termini della successione dei numeri armonici sono:
1, 3/2, 11/6, 25/12, 137/60, 49/20, 363/140, 761/280, 7129/2520, 7381/2520, 83711/27720, ...
I numeratori dei numeri armonici sono detti numeri di Wostenholme e costituiscono la successione
A001008 dell'OEIS.
I denominatori costituiscono la successione
A002805 dell'OEIS.
I numeri armonici costituiscono le somme parziali della serie armonica, notoriamente divergente. 

## Numeri armonici alternati
I numeri armonici sono strettamente collegati a quelli che si possono chiamare numeri armonici alternati
{\displaystyle H'_{n}:=\sum _{k=1}^{n}(-1)^{k+1}{\frac {1}{k}}} .
Questi sono le somme troncate della serie armonica alternata notoriamente convergente e sono esprimibili mediante i numeri armonici dalle formule
{\displaystyle H'_{2n}=H_{2n}-H_{n}\qquad H'_{2n+1}=H_{2n}-H_{n}+{\frac {1}{2n+1}}}

## Espressione analitica
I numeri armonici (e quindi anche i numeri armonici alternati) si possono esprimere analiticamente come
{\displaystyle \,H_{n}=\gamma +\Psi (n+1)}
mediante la costante di Eulero - Mascheroni e la funzione digamma (e di conseguenza mediante la funzione gamma)
{\displaystyle \Psi (z)\equiv \psi _{0}(z):={\frac {d}{dz}}\ln \Gamma (z)={\frac {\Gamma '(z)}{\Gamma (z)}}.}

## Numeri armonici generalizzati
Il concetto di numero armonico può essere generalizzato con la seguente definizione.
Fissati due interi naturali m ed n, si definisce
come n-esimo numero armonico generalizzato di esponente m la somma:
{\displaystyle H_{n}^{(m)}:=\sum _{k=1}^{n}{\frac {1}{k^{m}}}}
Si può notare che i numeri armonici sono il caso particolare di numeri armonici generalizzati di esponente 1.
Per m negativi, si ottiene la somma di potenze di interi successivi
{\displaystyle \sum _{k=1}^{n}k^{|m|}}
che è strettamente legata ai polinomi di Bernoulli.

## Collegamenti
I numeri armonici e i numeri armonici generalizzati che li comprendono si incontrano in numerose aree della matematica riferibili alla combinatoria e allo studio delle funzioni speciali. Essi intervengono nello studio di funzioni speciali particolari, ad es. della funzione poligamma della funzione polilogaritmo e della funzione zeta di Riemann; essi inoltre si incontrano in recenti sviluppi di elevata generalità, come le questioni collegate all'approssimazione di Hermite-Padé.